# Antoniszki (rejon solecznicki)
Antoniszki (lit. Antaniškės) − wieś na Litwie, w gminie rejonowej Soleczniki, 6 km na północny wschód od Paszek, zamieszkana przez 4 ludzi.

## Historia
W czasach zaborów w gminie Dziewieniszki, w powiecie oszmiańskim, w guberni wileńskiej Imperium Rosyjskiego. W 1866 roku liczyła 11 dusz rewizyjnych, należała do dóbr Ludwinowo, własność Umiastowskich
W latach 1921–1945 wieś leżała w Polsce, w województwie wileńskim, w powiecie oszmiańskim, w gminie Graużyszki a następnie w gminie Dziewieniszki.
W 1931 w 9 domach zamieszkiwało 49 osób.
Wierni należeli do parafii rzymskokatolickiej w Graużyszkach. Miejscowość podlegała pod Sąd Grodzki w Holszanach i Okręgowy w Wilnie; właściwy urząd pocztowy mieścił się w Graużyszkach.